# Сенникова, Елена Владимировна
Еле́на Влади́мировна Се́нникова (род. 20 марта 1979, Свердловск) — российская волейболистка, игрок сборной России (1999, 2003—2004). Чемпионка Европы 1999, 5-кратная чемпионка России. Мастер спорта международного класса.

## Биография
Начала заниматься волейболом в Свердловске в СДЮСШОР «Уралочка». Первый тренер — И. В. Казаков. Выступала за команды:
- 1995—1998, 2002—2003, 2004—2009 — «Уралочка-НТМК» (Свердловская область);
- 1998—2001 — «Уралтрансбанк»/«Аэрофлот-Малахит» (Екатеринбург);
- 2003—2004 — «Динамо» (Московская область);
- 2011—2012 — «Автодор-Метар» (Челябинск).

5-кратная чемпионка России (1996, 1997, 1998, 2003, 2005), серебряный (1999, 2000, 2004) и бронзовый (2001, 2008, 2009) призёр российских первенств.
Серебряный призёр Кубка европейских чемпионов 2000, бронзовый призёр Кубка ЕКВ 1999.
В составе женской молодёжной сборной России: серебряный призёр чемпионата мира и чемпионата Европы 1995 среди девушек. Серебряный призёр Всемирной Универсиады 2001 в составе студенческой сборной России.
В сборной России выступала в 1998—1999 и 2003—2004 годах. В её составе: серебряный призёр Кубка мира 1999, победитель (1999) и двукратный серебряный призёр (1998, 2003) Гран-при, чемпионка Европы 1999, участница чемпионата Европы 2003 и Гран-при 2004.
Елена Сенникова являлась универсальной волейболисткой. За годы игровой карьеры играла на позициях диагональной нападающей, связующей и либеро.
В 2012 году Елена Сенникова перешла на тренерскую работу в СДЮСШОР «Уралочка».
С 2021 года работает тренером-преподавателем в "Лицей Технополис" р.п. Кольцово Новосибирской области